# Liste der Kulturdenkmäler in Hofgeismar
Die folgende Liste enthält die in der Denkmaltopographie ausgewiesenen Kulturdenkmäler auf dem Gebiet  der  Stadt Hofgeismar, Landkreis Kassel, Hessen.
Hinweis: Die Reihenfolge der Denkmäler in dieser Liste orientiert sich zunächst an Stadtteilen und anschließend der Anschrift, alternativ ist sie auch nach der Bezeichnung oder der Bauzeit sortierbar.
Kulturdenkmäler werden fortlaufend im Denkmalverzeichnis des Landes Hessen durch das Landesamt für Denkmalpflege Hessen auf Basis des Hessischen Denkmalschutzgesetzes (HDSchG) geführt. Die Schutzwürdigkeit eines Kulturdenkmals hängt nicht von der Eintragung in das Denkmalverzeichnis des Landes Hessen oder der Veröffentlichung in der Denkmaltopographie ab.

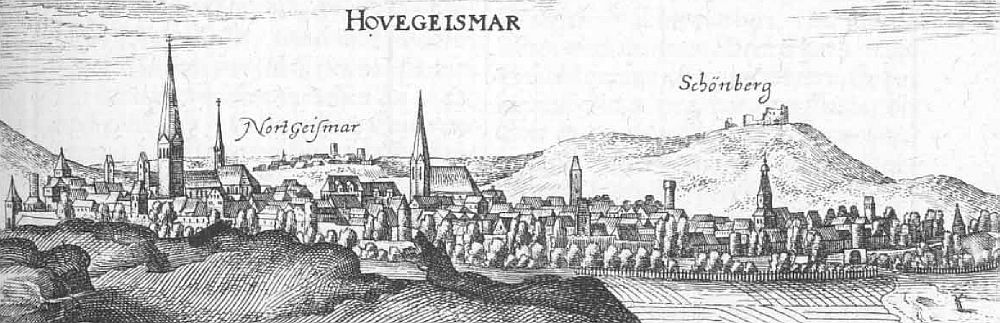
Historische Ansicht Hofgeismars aus Topographia Hassiae von Matthäus Merian, 1655

Die Liste der Kulturdenkmäler in Hofgeismar enthält alle Kulturdenkmäler in Hofgeismar.
Die Kulturdenkmäler der Stadtteile sind in eigenen Listen dargestellt:
- Liste der Kulturdenkmäler in Beberbeck mit dem Ortsteil Sababurg
- Liste der Kulturdenkmäler in Carlsdorf
- Liste der Kulturdenkmäler in Friedrichsdorf (Hofgeismar)
- Liste der Kulturdenkmäler in Hombressen
- Liste der Kulturdenkmäler in Hümme
- Liste der Kulturdenkmäler in Kelze
- Liste der Kulturdenkmäler in Schöneberg (Hofgeismar)

## Hofgeismar
| Bild                                        | Bezeichnung                                                                             | Lage                                                                                   | Beschreibung | Bauzeit                           | Daten |
| ------------------------------------------- | --------------------------------------------------------------------------------------- | -------------------------------------------------------------------------------------- | --- | --------------------------------- | ----- |
| Gesamtanlage Altstadt                       | Gesamtanlage Altstadt                                                                   | Lage                                                                                   | Die Gesamtanlage Altstadt wird im Norden und Westen durch die Stadtmauer begrenzt, im Süden bilden Brauhausstraße und Georgenstraße und im Osten die Entengasse die Grenze der Altstadt.                       |                                   |       |
| Gesamtanlage Neustadt                       | Gesamtanlage Neustadt                                                                   | Lage                                                                                   | Die Gesamtanlage Neustadt wird im Norden durch die Bachsenke am Oberen und Unteren Graben und im Süden durch die Stadtmauer begrenzt.                                                                          |                                   |       |
| Bild gesucht BW                             | Gesamtanlage Petrivorstadt                                                              | Lage                                                                                   | Die Gesamtanlage Petrivorstadt ist die östliche Erweiterung der Altstadt und wird im Westen durch die Entengasse und im Süden durch den Unteren Graben begrenzt.                                               |                                   |       |
| weitere Bilder                              | Stadtmauer                                                                              | Lage                                                                                   | Mauerzug nördlich der Westheimer Straße Lage, Mauerzug nördlich Sälber Tor Lage, Mauerzug westlich an der Mauerstraße Lage, Mauerzug südlich der Bleichenstraße Lage, Mauerzug südlich der Lazarettstraße Lage |                                   |       |
| Gesamtanlage Bahnhofstraße                  | Gesamtanlage Bahnhofstraße                                                              | Bahnhofstraße Lage                                                                     | |                                   |       |
| Gesamtanlage Brunnenstraße                  | Gesamtanlage Brunnenstraße                                                              | Brunnenstraße Lage                                                                     | |                                   |       |
| Bild gesucht BW                             | Gesamtanlage Bereich Bürgermeister-Laneus-Straße, Straße zum Sudheimer Kreuz, Mittelweg | Bürgermeister-Laneus-Straße, Magazinstraße, Mittelweg, Straße zum Sudheimer Kreuz Lage | |                                   |       |
| Gesamtanlage Gesundbrunnen                  | Gesamtanlage Gesundbrunnen                                                              | Lage                                                                                   | |                                   |       |
| weitere Bilder                              | Rähmbau                                                                                 | Altstädter Kirchgasse 1 Lage                                                           | | erste Hälfte des 19. Jahrhunderts |       |
| weitere Bilder                              | Fachwerkeckhaus                                                                         | Altstädter Kirchgasse 2 und 4 Lage                                                     | | um 1700                           |       |
| weitere Bilder                              | Altstädter Kirche                                                                       | Altstädter Kirchplatz 1 LageFlur: 12, Flurstück: 81/1                                  | | 12. Jahrhundert                   |       |
| weitere Bilder                              | Fachwerkwohnhaus                                                                        | Altstädter Kirchplatz 2 Lage                                                           | |                                   |       |
| weitere Bilder                              | Fachwerkhaus                                                                            | Altstädter Kirchplatz 3 Lage                                                           | |                                   |       |
| weitere Bilder                              | Fachwerkhaus                                                                            | Altstädter Kirchplatz 4 Lage                                                           | |                                   |       |
| weitere Bilder                              | Dekanatsgebäude                                                                         | Altstädter Kirchplatz 5 Lage                                                           | |                                   |       |
| Putzbau                                     | Putzbau                                                                                 | Altstädter Kirchplatz 5a Lage                                                          | |                                   |       |
| weitere Bilder                              | Wohnhaus                                                                                | Altstädter Kirchplatz 6 Lage                                                           | |                                   |       |
| weitere Bilder                              | Fachwerkwohnhaus                                                                        | Altstädter Kirchplatz 7 Lage                                                           | |                                   |       |
| weitere Bilder                              | Fachwerkrähmbau                                                                         | Altstädter Kirchplatz 8 Lage                                                           | |                                   |       |
| Finanzamt                                   | Finanzamt                                                                               | Altstädter Kirchplatz 10 Lage                                                          | Das Finanzamtsgebäude ist ein zweiflügliger Putzbau auf hohem Sandsteinsockel. Zum Kirchplatz hin hat es eine siebenachsige Fassade.                                                                           | 1928                              |       |
| weitere Bilder                              | Fachwerkhaus                                                                            | Altstädter Kirchplatz 11 Lage                                                          | |                                   |       |
| weitere Bilder                              | Wohnhaus                                                                                | Altstädter Kirchplatz 12 Lage                                                          | |                                   |       |
| Doppelwohnhaus                              | Doppelwohnhaus                                                                          | Am Reithagen 1 und 3 Lage                                                              | |                                   |       |
| Ehemalige Jugendherberge                    | Ehemalige Jugendherberge                                                                | Am Reithagen 5 Lage                                                                    | |                                   |       |
| Wohnhaus                                    | Wohnhaus                                                                                | Am Reithagen 8 Lage                                                                    | |                                   |       |
| Gartenhäuschen                              | Gartenhäuschen                                                                          | Am Reithagen/Breite Gasse Lage                                                         | |                                   |       |
| Fachwerkhaus                                | Fachwerkhaus                                                                            | Apothekenstraße 2 Lage                                                                 | |                                   |       |
| weitere Bilder                              | Fachwerkrähmbau                                                                         | Apothekenstraße 3 Lage                                                                 | |                                   |       |
| weitere Bilder                              | Steinernes Haus                                                                         | Apothekenstraße 5 Lage                                                                 | |                                   |       |
| Fachwerkhaus                                | Fachwerkhaus                                                                            | Apothekenstraße 6 Lage                                                                 | |                                   |       |
| weitere Bilder                              | Backsteingebäude                                                                        | Apothekenstraße 7 Lage                                                                 | |                                   |       |
| Verputztes Fachwerkhaus                     | Verputztes Fachwerkhaus                                                                 | Apothekenstraße 10 Lage                                                                | |                                   |       |
| weitere Bilder                              | Fachwerkhaus                                                                            | Apothekenstraße 11 Lage                                                                | |                                   |       |
| weitere Bilder                              | Eckhaus Apothekenstraße 13                                                              | Apothekenstraße 13 Lage                                                                | |                                   |       |
| Villa                                       | Villa                                                                                   | Bahnhofstraße 10 Lage                                                                  | |                                   |       |
| Villa                                       | Villa                                                                                   | Bahnhofstraße 12 Lage                                                                  | |                                   |       |
| Eckhaus                                     | Eckhaus                                                                                 | Bahnhofstraße 14 Lage                                                                  | |                                   |       |
| Villa                                       | Villa                                                                                   | Bahnhofstraße 16 Lage                                                                  | |                                   |       |
| Wohnhaus                                    | Wohnhaus                                                                                | Bahnhofstraße 17 Lage                                                                  | |                                   |       |
| Villa                                       | Villa                                                                                   | Bahnhofstraße 19 Lage                                                                  | |                                   |       |
| Wohnhaus                                    | Wohnhaus                                                                                | Bahnhofstraße 20 Lage                                                                  | |                                   |       |
| Musikschule                                 | Musikschule                                                                             | Bahnhofstraße 22 Lage                                                                  | |                                   |       |
| Wohnhaus                                    | Wohnhaus                                                                                | Bahnhofstraße 23 Lage                                                                  | |                                   |       |
| Bild gesucht BW                             | Verwaltungsgebäude                                                                      | Bahnhofstraße 24 Lage                                                                  | |                                   |       |
| Erweiterungsbau des Landratsamtes           | Erweiterungsbau des Landratsamtes                                                       | Bahnhofstraße 26 Lage                                                                  | |                                   |       |
| Villa                                       | Villa                                                                                   | Bahnhofstraße 25c Lage                                                                 | |                                   |       |
| Wohnhaus                                    | Wohnhaus                                                                                | Bahnhofstraße 27 Lage                                                                  | |                                   |       |
| Wohnhaus                                    | Wohnhaus                                                                                | Bahnhofstraße 28 Lage                                                                  | |                                   |       |
| Backsteingebäude                            | Backsteingebäude                                                                        | Bahnhofstraße 30 Lage                                                                  | |                                   |       |
| weitere Bilder                              | Ehemaliges Amtsgericht                                                                  | Beim Amtshaus 1 Lage                                                                   | Dreigeschossiger Sandsteinbau im Stil des Kassler Spätklassizismus nach Plänen von Friedrich Gotthelf Breithaupt.                                                                                              | 1842                              |       |
| weitere Bilder                              | Fachwerkhaus                                                                            | Beim Amtshaus 3 Lage                                                                   | |                                   |       |
| Wohnhaus                                    | Wohnhaus                                                                                | Beim Amtshaus 4 Lage                                                                   | |                                   |       |
| weitere Bilder                              | Fachwerkhaus                                                                            | Beim Amtshaus 8 Lage                                                                   | |                                   |       |
| Fachwerkhaus                                | Fachwerkhaus                                                                            | Brandstätte 5 LageFlur: 13, Flurstück: 42/1                                            | |                                   |       |
| Verputztes Fachwerkhaus                     | Verputztes Fachwerkhaus                                                                 | Brandstätte 14 Lage                                                                    | |                                   |       |
| Wohnhaus                                    | Wohnhaus                                                                                | Brauhausstraße 5 Lage                                                                  | |                                   |       |
| Bild gesucht BW                             | Wohnhaus                                                                                | Brauhausstraße 7 Lage                                                                  | abgerissen und durch einen Neubau ersetzt |                                   |       |
| Villa                                       | Villa                                                                                   | Brunnenstraße 3 Lage                                                                   | |                                   |       |
| Villa                                       | Villa                                                                                   | Brunnenstraße 5 Lage                                                                   | |                                   |       |
| Wohnhaus                                    | Wohnhaus                                                                                | Brunnenstraße 8 Lage                                                                   | |                                   |       |
| Villa                                       | Villa                                                                                   | Brunnenstraße 9 Lage                                                                   | |                                   |       |
| Bild gesucht BW                             | Villa                                                                                   | Brunnenstraße 11 Lage                                                                  | |                                   |       |
| Wohnhaus                                    | Wohnhaus                                                                                | Brunnenstraße 22 Lage                                                                  | |                                   |       |
| Wohnhaus                                    | Wohnhaus                                                                                | Brunnenstraße 24 Lage                                                                  | |                                   |       |
| Wohnhaus                                    | Wohnhaus                                                                                | Bürgermeister-Laneus-Straße 12 a-f Lage                                                | |                                   |       |
| weitere Bilder                              | Katholisches Pfarrhaus                                                                  | Dragonerstraße 2 Lage                                                                  | | 1906                              |       |
| weitere Bilder                              | Fachwerkhaus                                                                            | Elisabethstraße 4 Lage                                                                 | |                                   |       |
| weitere Bilder                              | Fachwerkhaus                                                                            | Elisabethstraße 7 LageFlur: 14, Flurstück: 255/113                                     | |                                   |       |
| weitere Bilder                              | Fachwerkhaus                                                                            | Elisabethstraße 11 LageFlur: 14, Flurstück: 107/2                                      | |                                   |       |
| weitere Bilder                              | Fachwerkhaus                                                                            | Entengasse 4 Lage                                                                      | |                                   |       |
| weitere Bilder                              | Fachwerkhaus                                                                            | Entengasse 5 Lage                                                                      | |                                   |       |
| weitere Bilder                              | Fachwerkhaus                                                                            | Entengasse 7 Lage                                                                      | |                                   |       |
| weitere Bilder                              | Längsdielenhaus                                                                         | Entengasse 8 Lage                                                                      | | 1797                              |       |
| weitere Bilder                              | Wohnhaus                                                                                | Entengasse 11 Lage                                                                     | |                                   |       |
| weitere Bilder                              | Rähmbau                                                                                 | Entengasse 12 Lage                                                                     | |                                   |       |
| weitere Bilder                              | Fachwerkhaus                                                                            | Entengasse 22 Lage                                                                     | |                                   |       |
| weitere Bilder                              | Wohnhaus                                                                                | Entengasse 28 Lage                                                                     | |                                   |       |
| weitere Bilder                              | Ehemaliges Gilde- und Hochzeitshaus                                                     | Farbestraße 1 LageFlur: 15, Flurstück: 172/12                                          | Fassade des ehemaligen Gilde- und Hochzeitshaus | 1620                              |       |
| weitere Bilder                              | Backsteinwohnhaus                                                                       | Farbestraße 1 Lage                                                                     | |                                   |       |
| weitere Bilder                              | Fachwerkhaus                                                                            | Farbestraße 3 Lage                                                                     | |                                   |       |
| weitere Bilder                              | Fachwerkhaus                                                                            | Farbestraße 7 Lage                                                                     | |                                   |       |
| weitere Bilder                              | Eckhaus                                                                                 | Farbestraße 9 Lage                                                                     | |                                   |       |
| Friedhofshalle auf dem städtischen Friedhof | Friedhofshalle auf dem städtischen Friedhof                                             | Flötenlinder Weg Lage                                                                  | |                                   |       |
| Mietshaus                                   | Mietshaus                                                                               | Fürstenweg 16 Lage                                                                     | |                                   |       |
| Nebenerwerbsanwesen                         | Nebenerwerbsanwesen                                                                     | Georgenstraße 6 Lage                                                                   | |                                   |       |
| weitere Bilder                              | Fachwerkhaus                                                                            | Georgenstraße 10 Lage                                                                  | |                                   |       |
| weitere Bilder                              | Fachwerkhaus                                                                            | Georgenstraße 12 Lage                                                                  | |                                   |       |
| Fachwerkhaus                                | Fachwerkhaus                                                                            | Georgenstraße 14 Lage                                                                  | |                                   |       |
| weitere Bilder                              | Fachwerkhaus                                                                            | Georgenstraße 16 Lage                                                                  | |                                   |       |
| Fachwerkhaus                                | Fachwerkhaus                                                                            | Große Pfarrgasse 3 Lage                                                                | |                                   |       |
| weitere Bilder                              | Brunnenhaus                                                                             | Lage                                                                                   | |                                   |       |
| Andreas-Mühl-Haus                           | Andreas-Mühl-Haus                                                                       | Gesundbrunnen 3 Lage                                                                   | |                                   |       |
| Albert-Klingender-Haus                      | Albert-Klingender-Haus                                                                  | Gesundbrunnen 5 Lage                                                                   | |                                   |       |
| weitere Bilder                              | Evangelische Kirche                                                                     | Gesundbrunnen 7 Lage                                                                   | | 1895 bis 1897                     |       |
| Ehemaliges Wilhelmsbad                      | Ehemaliges Wilhelmsbad                                                                  | Gesundbrunnen 8 Lage                                                                   | |                                   |       |
| weitere Bilder                              | Schlösschen Schönburg                                                                   | Gesundbrunnen 8 Lage                                                                   | |                                   |       |
| Ehemaliges Friedrichsbad                    | Ehemaliges Friedrichsbad                                                                | Gesundbrunnen 10 Lage                                                                  | |                                   |       |
| Ehemaliges Karlsbad                         | Ehemaliges Karlsbad                                                                     | Gesundbrunnen 11 und 12 Lage                                                           | |                                   |       |
| Direkt Bild zu diesem Denkmal hochladen     | Ehemalige Hofgärtnerei                                                                  | Gesundbrunnen 11                                                                       | |                                   |       |
| Kindergartengebäude                         | Kindergartengebäude                                                                     | Hospitalstraße 3 Lage                                                                  | |                                   |       |
| Ehemaliges Franziskanerkloster              | Ehemaliges Franziskanerkloster                                                          | Hospitalstraße 5 Lage                                                                  | |                                   |       |
| Fachwerkwohnhaus                            | Fachwerkwohnhaus                                                                        | Hospitalstraße 6 Lage                                                                  | |                                   |       |
| Ehemaliges Franziskanerkloster              | Ehemaliges Franziskanerkloster                                                          | Hospitalstraße 7 Lage                                                                  | |                                   |       |
| Wohnhaus                                    | Wohnhaus                                                                                | Hufeisenstraße 5 Lage                                                                  | |                                   |       |
| Villa                                       | Villa                                                                                   | Kabemühlenweg 3 Lage                                                                   | |                                   |       |
| Direkt Bild zu diesem Denkmal hochladen     | Ehemaliges Kasino                                                                       | Kasinoweg 7                                                                            | |                                   |       |
| weitere Bilder                              | Fachwerkscheune                                                                         | Kleine Pfarrgasse 13 Lage                                                              | |                                   |       |
| weitere Bilder                              | Ackerbürgerhaus                                                                         | Kleine Pfarrgasse 15 Lage                                                              | |                                   |       |
| weitere Bilder                              | Fachwerkhaus                                                                            | Kleiner Loggenhagen 8                                                                  | |                                   |       |
| weitere Bilder                              | Eckhaus                                                                                 | Lazarettstraße 2 Lage                                                                  | |                                   |       |
| Eckhaus                                     | Eckhaus                                                                                 | Magazinstraße 14 Lage                                                                  | |                                   |       |
| weitere Bilder                              | Rathaus                                                                                 | Markt 1 Lage                                                                           | |                                   |       |
| weitere Bilder                              | Fachwerkhaus                                                                            | Markt 2 Lage                                                                           | |                                   |       |
| weitere Bilder                              | Fachwerkhaus                                                                            | Markt 4 Lage                                                                           | |                                   |       |
| weitere Bilder                              | Fachwerkhaus                                                                            | Markt 5 Lage                                                                           | |                                   |       |
| weitere Bilder                              | Fachwerkhaus                                                                            | Markt 7 Lage                                                                           | |                                   |       |
| weitere Bilder                              | Gartenportal                                                                            | Markt 8 Lage                                                                           | |                                   |       |
| weitere Bilder                              | Fachwerkhaus                                                                            | Markt 9 Lage                                                                           | |                                   |       |
| weitere Bilder                              | Fruchtspeicher                                                                          | Markt 10 Lage                                                                          | |                                   |       |
| weitere Bilder                              | Fachwerkhaus                                                                            | Markt 12 Lage                                                                          | |                                   |       |
| weitere Bilder                              | Fachwerkhaus                                                                            | Markt 13 Lage                                                                          | |                                   |       |
| weitere Bilder                              | Fachwerkhaus                                                                            | Markt 15 Lage                                                                          | |                                   |       |
| weitere Bilder                              | Fachwerkhaus                                                                            | Markt 16 Lage                                                                          | |                                   |       |
| weitere Bilder                              | Fachwerkhaus                                                                            | Markt 17 Lage                                                                          | |                                   |       |
| weitere Bilder                              | Fachwerkhaus                                                                            | Markt 18 Lage                                                                          | |                                   |       |
| weitere Bilder                              | Fachwerkhaus                                                                            | Markt 19 Lage                                                                          | |                                   |       |
| weitere Bilder                              | Verputztes Fachwerkhaus                                                                 | Markt 21 Lage                                                                          | |                                   |       |
| weitere Bilder                              | Verputztes Fachwerkhaus                                                                 | Markt 23 Lage                                                                          | |                                   |       |
| weitere Bilder                              | Hofanlage                                                                               | Markt 29 Lage                                                                          | |                                   |       |
| weitere Bilder                              | Brunnen                                                                                 | Markt Lage                                                                             | |                                   |       |
| weitere Bilder                              | Fachwerkhaus                                                                            | Marktstraße 7 Lage                                                                     | |                                   |       |
| weitere Bilder                              | Fachwerkhaus                                                                            | Marktstraße 8 Lage                                                                     | |                                   |       |
| weitere Bilder                              | Wohn- und Geschäftshaus                                                                 | Marktstraße 10 Lage                                                                    | |                                   |       |
| weitere Bilder                              | Fachwerkhaus                                                                            | Marktstraße 11 Lage                                                                    | |                                   |       |
| weitere Bilder                              | Fachwerkhaus                                                                            | Marktstraße 13 Lage                                                                    | |                                   |       |
| weitere Bilder                              | Fachwerkhaus Marktstraße 15                                                             | Marktstraße 15 Lage                                                                    | |                                   |       |
| weitere Bilder                              | Fachwerkhaus                                                                            | Marktstraße 17 Lage                                                                    | |                                   |       |
| weitere Bilder                              | Doppelgebäude                                                                           | Mühlenstraße 8 Lage                                                                    | |                                   |       |
| weitere Bilder                              | Wohn- und Geschäftshaus                                                                 | Mühlenstraße 13 Lage                                                                   | |                                   |       |
| Ehemaliges Postgebäude                      | Ehemaliges Postgebäude                                                                  | Neue Straße 1 Lage                                                                     | |                                   |       |
| Mietshaus                                   | Mietshaus                                                                               | Neue Straße 11 Lage                                                                    | |                                   |       |
| Bild gesucht BW                             | Fachwerkhaus                                                                            | Neue Straße 15 Lage                                                                    | abgerissen |                                   |       |
| Putzbau                                     | Putzbau                                                                                 | Neue Straße 17 Lage                                                                    | |                                   |       |
| Bild gesucht BW                             | Kaserne                                                                                 | Neue Straße 21 Lage                                                                    | abgerissen |                                   |       |
| Mietshaus                                   | Mietshaus                                                                               | Neue Straße 22 Lage                                                                    | |                                   |       |
| weitere Bilder                              | Neustädter Kirche                                                                       | Neustädter Kirchplatz 1 Lage                                                           | |                                   |       |
| weitere Bilder                              | Katholische Pfarrkirche St. Peter                                                       | Niedermeiser Landstraße 1 Lage                                                         | |                                   |       |
| Wohnhaus                                    | Wohnhaus                                                                                | Niedermeiser Straße 7 Lage                                                             | |                                   |       |
| weitere Bilder                              | Fachwerkhaus                                                                            | Oberer Graben 10 und 12 Lage                                                           | |                                   |       |
| Klassizistischer Massivbau                  | Klassizistischer Massivbau                                                              | Oberer Weg 1 Lage                                                                      | |                                   |       |
| weitere Bilder                              | Fachwerkhaus                                                                            | Petriplatz 1 Lage                                                                      | |                                   |       |
| weitere Bilder                              | Ehemaliges Stallgebäude vom Kommandeurshaus                                             | Petriplatz 2 Lage                                                                      | |                                   |       |
| weitere Bilder                              | Fachwerkhaus                                                                            | Petriplatz 3 Lage                                                                      | |                                   |       |
| Fachwerkhaus                                | Fachwerkhaus                                                                            | Petriplatz 5 Lage                                                                      | |                                   |       |
| weitere Bilder                              | Backsteingebäude                                                                        | Petristraße 4 Lage                                                                     | |                                   |       |
| weitere Bilder                              | Wohnhaus                                                                                | Petristraße 7 Lage                                                                     | |                                   |       |
| weitere Bilder                              | Fachwerkhaus                                                                            | Petristraße 8 Lage                                                                     | |                                   |       |
| weitere Bilder                              | Wohnhaus                                                                                | Petristraße 12 Lage                                                                    | |                                   |       |
| weitere Bilder                              | Längsdielenhaus                                                                         | Petristraße 13 Lage                                                                    | | 1684                              |       |
| weitere Bilder                              | Längsdielenhaus                                                                         | Petristraße 19 Lage                                                                    | |                                   |       |
| Fachwerkhaus                                | Fachwerkhaus                                                                            | Schützenhagen 7 Lage                                                                   | |                                   |       |
| Gebäudegruppe                               | Gebäudegruppe                                                                           | Schützenhagen 9, 11, 13, 15 Lage                                                       | |                                   |       |
| Hofgeismarer Wohnstätten                    | Hofgeismarer Wohnstätten                                                                | Schützenhofweg 17 Lage                                                                 | |                                   |       |
| Hofgeismarer Wohnstätten                    | Hofgeismarer Wohnstätten                                                                | Schützenhofweg 17a Lage                                                                | Nebengebäude |                                   |       |
| Hofgeismarer Wohnstätten                    | Hofgeismarer Wohnstätten                                                                | Schützenhofweg 17c Lage                                                                | Backsteinscheune |                                   |       |
| weitere Bilder                              | Fachwerkhaus                                                                            | Steinweg 1 Lage                                                                        | |                                   |       |
| Fachwerkhaus                                | Fachwerkhaus                                                                            | Steinweg 2 Lage                                                                        | |                                   |       |
| weitere Bilder                              | Wohn- und Geschäftshaus                                                                 | Steinweg 8 Lage                                                                        | |                                   |       |
| weitere Bilder                              | Wohn- und Geschäftshaus                                                                 | Steinweg 10 Lage                                                                       | |                                   |       |
| weitere Bilder                              | Fachwerkhaus                                                                            | Steinweg 11 Lage                                                                       | |                                   |       |
| weitere Bilder                              | Längsdielenhaus                                                                         | Steinweg 18 Lage                                                                       | |                                   |       |
| weitere Bilder                              | Fachwerkscheune                                                                         | Steinweg 20 Lage                                                                       | |                                   |       |
| Mehrfamilienhaus                            | Mehrfamilienhaus                                                                        | Straße zum Sudheimer Kreuz 3 Lage                                                      | |                                   |       |
| Bild gesucht BW                             | Fachwerkhaus                                                                            | Sälbertor 3 Lage                                                                       | abgerissen |                                   |       |
| weitere Bilder                              | Fachwerkhaus                                                                            | Sälbertor 4 Lage                                                                       | |                                   |       |
| weitere Bilder                              | Fachwerkhaus                                                                            | Töpfermarkt 1 Lage                                                                     | |                                   |       |
| Verputztes Fachwerkeckhaus                  | Verputztes Fachwerkeckhaus                                                              | Töpfermarkt 3 Lage                                                                     | |                                   |       |
| Gaststätte Deutscher Kaiser                 | Gaststätte Deutscher Kaiser                                                             | Töpfermarkt 4 Lage                                                                     | |                                   |       |
| weitere Bilder                              | Fachwerkhaus                                                                            | Töpfermarkt 6 Lage                                                                     | |                                   |       |
| Fachwerkhaus                                | Fachwerkhaus                                                                            | Unterer Graben 3 und 5 Lage                                                            | |                                   |       |
| Wohnhaus                                    | Wohnhaus                                                                                | Unterer Graben 6 Lage                                                                  | |                                   |       |
| weitere Bilder                              | Fachwerkhaus                                                                            | Unterer Graben 12 Lage                                                                 | |                                   |       |
| Bild gesucht BW                             | Verputztes Fachwerkhaus                                                                 | Westheimer Straße 12 Lage                                                              | abgerissen |                                   |       |
| weitere Bilder                              | Längsdielenhaus                                                                         | Westheimer Straße 14 Lage                                                              | |                                   |       |
| Backsteinschule                             | Backsteinschule                                                                         | Würfelturmstraße 6 Lage                                                                | |                                   |       |
| Putzbau                                     | Putzbau                                                                                 | Vor dem Schönberger Tor 9 Lage                                                         | |                                   |       |
| Papiermühle                                 | Papiermühle                                                                             | Am Ortsrand LageFlur: 18, Flurstück: 93                                                | |                                   |       |
| Bild gesucht BW                             | Strauchmühle                                                                            | Am Ortsrand LageFlur: 18, Flurstück: 92                                                | |                                   |       |

## Legende
- Bezeichnung: Nennt den Namen, die Bezeichnung oder die Art des Kulturdenkmals.
- Lage: Nennt den Straßennamen und wenn vorhanden die Hausnummer des Kulturdenkmals. Die Grundsortierung der Liste erfolgt nach dieser Adresse. Der Link „Karte“ führt zu verschiedenen Kartendarstellungen und nennt die Koordinaten des Kulturdenkmals.
- Datierung: Gibt die Datierung an; das Jahr der Fertigstellung bzw. den Zeitraum der Errichtung. Eine Sortierung nach Jahr ist möglich.
- Beschreibung: Nennt bauliche und geschichtliche Einzelheiten des Kulturdenkmals, vorzugsweise die Denkmaleigenschaften.
- Objekt-Nr: Gibt, sofern vorhanden, die vom Landesamt für Denkmalpflege vergebene Objekt-ID des Kulturdenkmals an.